# Phyzelaphryne miriamae
Phyzelaphryne miriamae är en groddjursart som beskrevs av Heyer 1977. Phyzelaphryne miriamae ingår i släktet Phyzelaphryne och familjen Eleutherodactylidae. IUCN kategoriserar arten globalt som livskraftig. Inga underarter finns listade i Catalogue of Life.